# Ixorida venerea
Ixorida venerea är en skalbaggsart som beskrevs av Thomson 1857. Ixorida venerea ingår i släktet Ixorida och familjen Cetoniidae.

## Underarter
Arten delas in i följande underarter:
- I. v. yamdena
- I. v. siamensis
- I. v. morotaica
- I. v. keyensis
- I. v. delislei
- I. v. buruensis
- I. v. papuana